# رامو اوپازیلا

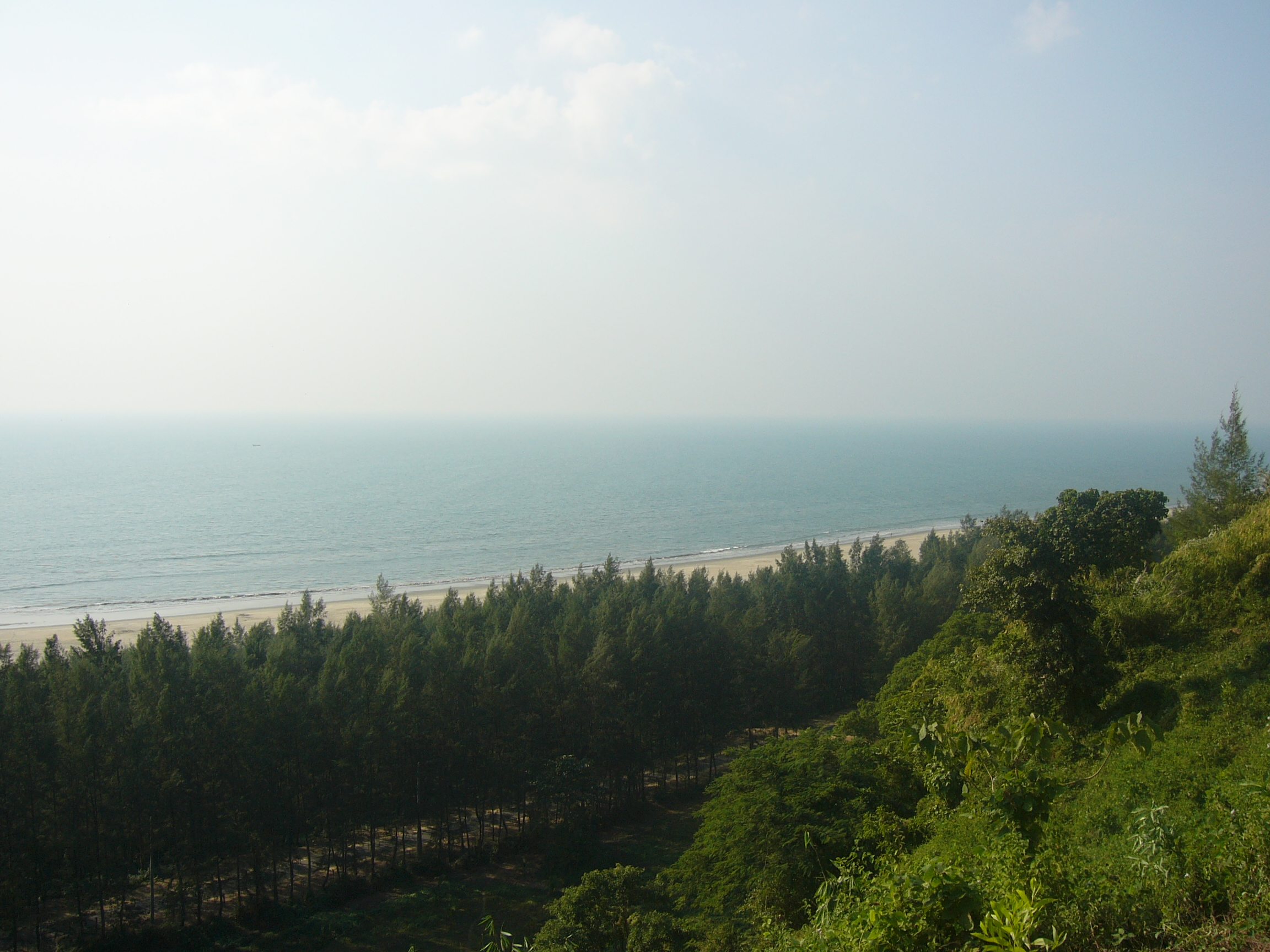
بخشی از منطقهٔ رامو اوپازیلا

رامو اوپازیلا (به لاتین: Ramu Upazila) یک منطقهٔ مسکونی در بنگلادش است که در ناحیه کاکس‌بازار واقع شده‌است. رامو اوپازیلا ۳۹۱٫۷۱ کیلومتر مربع مساحت و ۱۶۷٬۴۸۰ نفر جمعیت دارد.